# Джонсон, Роберт Алекс
Роберт Алекс Джонсон – один из влиятельных переводчиков юнговской психологии. Дал богатым, но достаточно трудным теориям Карла Густава Юнга простое изложение. Его термин «Внутренняя работа» вошёл в обиход последователей юнговской теории. Суммарный тираж его книг составляет более двух миллионов экземпляров в тридцати странах мира.

## Биография
Роберт Джонсон учился в Орегонском университете,  Стэнфордском университете, а также в Институте К. Г. Юнга в Цюрихе вместе с другими теоретиками аналитической психологии, там же он близко познакомился с женой Карла Юнга Эммой. Большое влияние на его взгляды оказал и Джидду Кришнамурти, с которым психоаналитик также был знаком лично.
Четыре года провёл в бенедиктинском монастыре.
Получил звание Почётного доктора Института Pacifica Graduate Institute в 2002 году. В течение девятнадцати лет Джонсон жил между Южной Калифорнией и Индией. Затем обосновался в Сан-Диего. Увлекается выращиванием кувшинок и игрой на клавикордах D’amour восемнадцатого столетия.

## Основные труды
Роберт Алекс Джонсон является автором книг «Он», «Она», «Мы», «Внутренняя Работа», «Экстаз», «Преобразование» и «Сновидения и фантазии. Анализ и использование». В 1998 вышла его книга «Балансируя меж небом и землей», с описанием событий, переживаний и духовного опыта из собственной биографии.

### Он. Мужская психология
Становление мужчины, по мнению Роберта Джонсона, происходит в постоянной борьбе с его анимой, женским началом или фемининностью. В этом идеи Джонсона не новы и продолжают юнговскую традицию. Но в своей работе психолог разрабатывает некоторые аспекты юнговской теории более детально и доносит её до читателей популярным языком. В частности, в книге «Он: глубинные аспекты мужской психологии» Джонсон рассмотрел мужскую психологию на примере легенды о Парсифале, взяв за основу недописанный Кретьеном де Труа роман.
Роберт Джонсон говорит, что у некоторых мужчин анима во внутреннем мире преобладает. Но это, с его точки зрения, ни плохо, ни хорошо. Человек, побуждающий своё сильное женское начало к постоянному развитию, получает огромный творческий потенциал. К таким он относит артистов и пророков. Но если мужчина не может установить связь со своей анимой, она способна его разрушить изнутри.

«Любая отвергнутая женщина  обижается, и женщина, существующая внутри мужчины, - не исключение». 
— Роберт Алекс Джонсон. Он. — 1998. Архивировано 7 июля 2014 года.

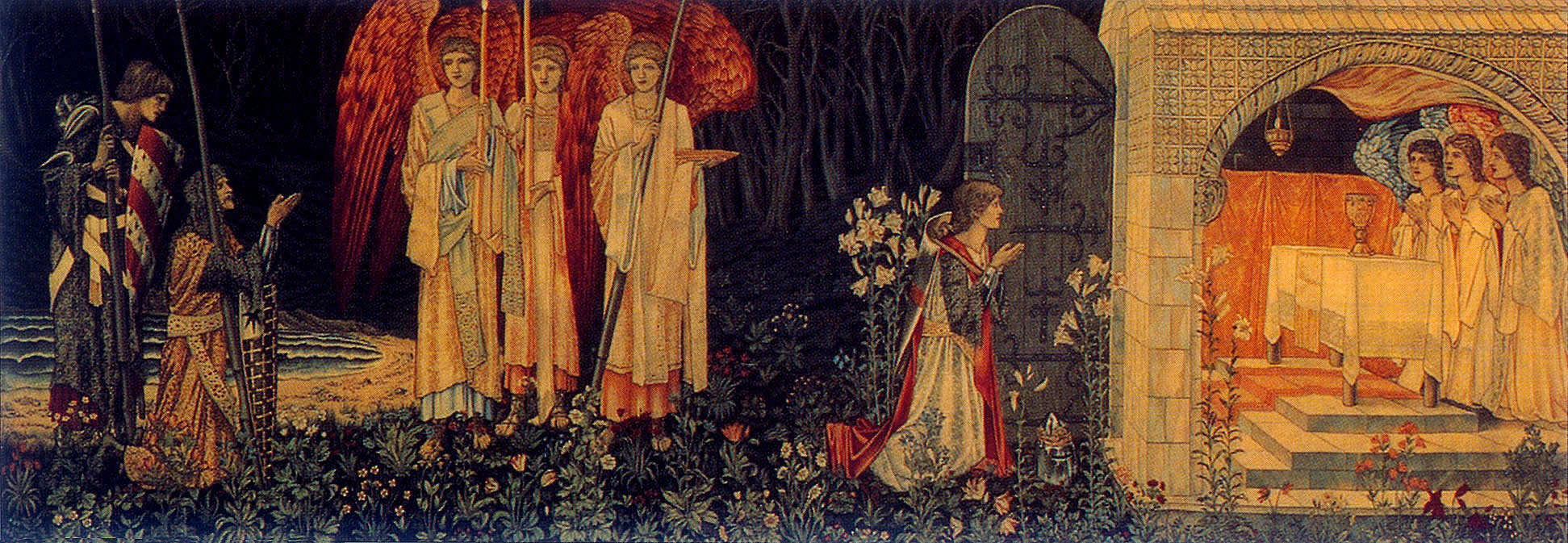
Парсифаль и другие рыцари короля Артура перед Святой Чашей

По мнению Джонсона, каждый мужчина сталкивается в жизни со своей анимой. И его благополучное становление возможно только тогда, когда он, мужчина, найдет с ней контакт, наладит отношение, увидит в ней компаньонку и друга. Иначе мужчину ждут плохое настроение, неудачи, психические расстройства.
На примере легенды о Парсифале Джонсон пишет, что Король-рыбак в мифе – это наш внутренний ребёнок, столкнувшийся с тяжёлой правдой жизни, что мужчина живёт в вечном поиске Священной Чаши, и найти её можно только в том случае, если мужчина не будет соблазнять и не будет соблазняться анимой. Джонсон пишет, что идеальным примером взаимоотношений мужчины и его анимы является пример отношений Парсифаля и Бланшфлер. Парсифаль в какой-то момент начинает делать всё во имя Бланшфлер, так и мужчина должен делать всё, чтобы его мужская сущность не только не вступала в конфликт с женской, но и служила ей. Только так, по Джонсону, можно найти Чашу Грааля, то есть – Бога. Если точнее, то всё, что ни делается на этой земле, должно делаться во имя Бога, считает психолог, в этом и есть предназначение человека.

#### Классификация анимы по Джонсону
По Джонсону, анима в различных случаях может выступать в следующих качествах: 
- Кровной матери. Это земная женщина, которая является образом родной матери со всей её человеческой уникальностью.
- Материнского комплекса, в котором заключено желание мужчины стать ребёнком. «В материнском комплексе каждого мужчины можно обнаружить и скрытую надежду на неудачу, и замаскированное желание потерпеть поражение, и подспудное любопытство, возникающее при виде смерти или несчастных случаев, и постоянное и непреклонное требование заботы, нежности и внимания. Этот комплекс воистину отравляет всю мужскую психологию», - пишет Джонсон.
- Архетипа матери. Это самая надёжная сторона женственности мужчины, успокаивающая его.
- Прекрасной дамы. Это муза. Как пример, это Бланшфлер для Персифаля, Дульсинея Тобосская – для Дон-Кихота, Беатриче – для Данте, Лаура – для Петрарки.
- Жены или подруги. Это женщина из плоти и крови, которая делит с мужчиной жизнь.
- Софии, Божественной Премудрости, женской половины Бога.

### Она. Женская психология
В качестве примера становления женщины Роберт Алекс Джонсон приводит историю Психеи и её любви к Эросу. Каждая женщина сталкивается со своим бессознательным - Афродитой в  повествовании о Психее, рождённой из пены морской, то есть, Афродита в его понимании – это океан бессознательного. И весь путь Психеи к бессмертию лежит через отказ от бессознательного и приход к божественному естеству, путём конфликтов и преодоления конфликта с Афродитой. А Психея в каждой женщине – это её красота, внутренний мир (как и Психея, женщина может почувствовать, что её никто не понимает, что она одна), прикоснувшись к которому и поняв который мужчина делает женщину счастливой.
Джонсон говорит, что для женщины замужество – это всё, в отличие от мужчины, который воспринимает союз с женщиной, как часть своей жизни, не более. Для женщины свадьба является не только началом нового, но и прообразом смерти, смерти невинности, к примеру. Так, Психея проходит испытание венчания со смертью, по советам оракула. Эрос же в мифе представляет собой образ любого мужчины, который делит с Психеей, с женщиной, ложе, но не показывает своего лица. Джонсон считает, что всем мужчинам свойственно брать от женщины своё, при всем нежелании, чтобы женщина вмешивалась в его дела: так уж распределены женская и мужская роли в семье.

## Цитаты
Джонсон выступает с резкой критикой различных общественных формаций и движений.  

«Каждый из нас – личность, и у каждого свой, индивидуальный путь. Вот почему столь неэффективны социальные движения, в которых принимают участие большие массы людей. Я могу лишь сожалеть об этом, ибо наш путь становится не легче, а, наоборот, намного сложнее. Но такова реальность». 
— Роберт Алекс Джонсон. Он. — 1998. Архивировано 7 июля 2014 года.